# Cuautlapan
Cuautlapan är en ort i Mexiko.   Den ligger i kommunen Ixtaczoquitlán och delstaten Veracruz, i den sydöstra delen av landet, 230 km öster om huvudstaden Mexico City. Cuautlapan ligger 1 000 meter över havet och antalet invånare är 6 928.
Terrängen runt Cuautlapan är huvudsakligen kuperad, men åt nordost är den platt. Runt Cuautlapan är det tätbefolkat, med 550 invånare per kvadratkilometer. Närmaste större samhälle är Córdoba, 10,2 km öster om Cuautlapan. Trakten runt Cuautlapan består till största delen av jordbruksmark.